# Diocèse de Fabriano-Matelica
Le diocèse de Fabriano-Matelica (en latin : dioecesis Fabrianensis-Mathelicensis ; en italien : diocesi di Fabriano-Matelica) est un diocèse de l'Église catholique en Italie, suffragant de l'archidiocèse d'Ancône-Osimo et appartenant à la région ecclésiastique des Marches.

## Territoire
Le diocèse est situé dans une partie de la province d'Ancône, l'autre fraction de cette province étant partagée par les archidiocèses de Camerino-San Severino Marche et d'Ancône-Osimo, les diocèses de Jesi, Senigallia et la prélature de Lorette. Il possède aussi la commune de Matelica de la province de Macerata, l'autre partie de cette province est gérée par le diocèse de Macerata-Tolentino-Recanati-Cingoli-Treia et les archidiocèses de Fermo et de Camerino-San Severino Marche. Son territoire est d'une superficie de 681 km2 divisé en 58 paroisses regroupées en 3 archidiaconés. 
L'évêché est à Fabriano avec la cathédrale Saint Venance ; sur la même place, juste en face, se vénère une image de la Vierge dans le sanctuaire de la Madone du Bon Jésus. Toujours dans la même ville, l'église Saint Blaise conserve les reliques de saint Romuald, fondateur de l'ordre camaldule. Sur les hauteurs de Fabriano, le monastère de l'ordre des Sylvestrins possède le corps de saint Sylvestre Guzzolini. À Matelica, se trouve la cocathédrale de l'Assomption et le monastère des clarisses qui garde le corps de la bienheureuse Matthia Nazzarei (it).

## Histoire
La ville de Matelica est déjà un évêché au Ve siècle. Plusieurs sont historiquement documentés ; l'évêque Equize est présent au concile de Latran en 487 par le pape Félix III ; Basile participe au concile de Rome organisé par le pape Symmaque ; et Florent, qui signe en 551 à Constantinople la sentence prononcée par le pape Vigile contre Théodore Ascidas, métropolitain de Césarée de Cappadoce. Le diocèse cesse d'exister au moment de l'invasion des Lombards en Italie et son territoire passe sous juridiction des évêques de Camerino.
La création du diocèse de Fabriano est décidée lors du consistoire du 4 novembre 1728, et sanctionnée par une bulle du pape Benoît XIII du 15 novembre suivant, par laquelle le pontife accorde à Fabriano le titre de cité et la dignité d'évêché et érige l'église de Saint Venance en cathédrale. Le diocèse de Fabriano est uni aeque principaliter à celui de Camerino, à partir duquel le territoire est obtenu. L'union de Fabriano avec Camerino est cependant controversée ; la congrégation consistoriale doit intervenir en 1732 pour réaffirmer la dignité épiscopale de Fabriano. Cela ne suffit à réduire la discorde entre les deux diocèses mais les aggrave. Le Saint-Siège doit donc intervenir pour y remédier.
Le 8 juillet 1785, Pie VI, par la bulle Saepe factum est, restaure l'ancien siège épiscopal de Matelica, avec un territoire soustrait de celui de Camerino et l'unit aeque principaliter au diocèse de Fabriano, et sépare ce dernier de Camerino. Dans le même temps, les deux diocèses sont déclarés immédiatement soumis au Saint-Siège. À partir de ce moment commence le chemin commun entre les deux diocèses qui dure encore.
Entre le XIXe  et le  XXe siècle, Fabriano connaît des épisodes de violence anticléricale et maçonnique, tels que l'attaque d'un prédicateur dans la cathédrale en 1879, l'interdiction des pèlerinages à Lorette pour des raisons d'hygiène en 1891 ou lorsqu'en 1911 un assaut est organisé contre la procession de la Fête-Dieu et que l'évêque Pietro Zanolini doit se réfugier avec l'ostensoir à la première porte ouverte.
Le 8 septembre 1954, par la lettre apostolique Magno afficimur, le pape Pie XII proclame la Madone du Bon Jésus et saint Jean-Baptiste, patrons du diocèse et de la ville de Fabriano.
À la suite de la réorganisation territoriale mise en place le 19 mars 1984 par le décret Conferentia Episcopalis Picena de la congrégation pour les évêques, le diocèse de Fabriano acquiert plus de 30 paroisses du diocèse de Nocera-Gualdo Tadino et 6 paroisses de l'archidiocèse de Camerino. Le 30 septembre 1986, par le décret Instantibus votis de la congrégation pour les évêques, l'union plénière des deux diocèses est établie et le nouveau district ecclésiastique prend le nom de Fabriano-Matelica. Le 11 mars 2000, le diocèse perd son exemption et intègre la province ecclésiastique de l'archidiocèse d'Ancône-Osimo.

## Liste des évêques

### Évêques de Matelica
- Equize (attesté en 487)
- Basile (attesté en 499)
- Florent (attesté en 551)

## Sources
- http://www.catholic-hierarchy.org